# 小田切茜
小田切 茜（おだぎり あかね、1992年4月3日 - ）は、日本の声優、舞台女優。神奈川県出身。舞台女優としてはBQMAP、声優としては尾木プロ THE NEXTにそれぞれ所属。

## 略歴
高校時代はバレーボール部に所属していた。
2014年に『ノックアウトメランコリー』で舞台デビュー。後に尾木プロ THE NEXTに所属し、声優活動も開始。
2018年5月1日よりBQMAPに入団。

## 人物
趣味としてお笑い鑑賞と物真似の物真似、特技として手話とバレーボールをそれぞれ挙げている。

## 出演

### テレビアニメ
- TSUKIPRO THE ANIMATION（2017年、アナウンサー、観客、アナウンス、スタッフB、女性タレント 他）
- 火ノ丸相撲（2018年、女子）
- アニ×パラ〜あなたのヒーローは誰ですか〜（2018年、選手）
- ムヒョとロージーの魔法律相談事務所（2020年、ブイヨセン[6]）
- 夏目友人帳 漆（2024年、ヒトクビ）

### 劇場アニメ
- 劇場版 夏目友人帳 〜うつせみに結ぶ〜（2018年、母親）

### Webアニメ
- ULTRAMAN（2019年、母）

### 吹き替え
- 2020（ペニー）
- 楊貴妃 Lady Of The Dynasty（中国語版）（梅妃〈ニン・チン（中国語版）〉）

### ラジオ番組
- ドラマってムジカ（2015年 - 、かしわプロダクション）

### 舞台
- あらかたキカク「ノックアウトメランコリー」（2014年10月25日・26日、阿佐ヶ谷アートスペースプロット）[7] - お菊 役
- あらかたキカク「Marry me!」（2015年7月4日・5日、GEKIBA） - 丸山ちさと 役
- 劇団THE NEXT extra edition「エゴエゴ6」（2015年10月22日 - 25日、シアターブラッツ）[8] - 梨恵 役、メアリー 役
- ポムカンパニー 9th effect「霧、つたう光」（2016年3月17日 - 21日、テアトルBONBON）[9]
- お茶の間ゴブリン「鬼ヶ村〜そんな悪いことしてないけども〜」（2016年6月15日 - 19日、d-倉庫）[10] - 黄 役
- 湘南テアトロ☆デラルテ公演「いつでもマリハナ」（2016年10月31日 - 11月6日・2017年6月24日・25日、アトリエ湘南） - 田村浩子 役[11]
- ポムカンパニー企画公演 キクトコvol.1「点とシグナル」（2017年4月12日 - 16日、シアターブラッツ） - チームS[12]
- 劇団THE NEXT2017「テケテケ西遊記」（2017年10月19日 - 25日、シアターブラッツ）
- BQMAP公演アンモナイトシリーズ 二作品平行上演「月感アンモナイト」「パノラマスイッチ」（2018年6月20日 - 24日、シアターサンモール）[13]
- M's サテライト公演 vol.2「タナコフの女たち」（2018年11月7日 - 11日、テアトルBONBON）[14]
- BQMAP「TA-TAC TA-TOUM」（2018年12月5日 - 9日、シアターサンモール）[15]
- ポムカンパニー キクトコ vol.2「ソラと鼓動の聞こえる距離」（2019年2月14日 - 18日、シアターブラッツ） - チームS[16]
- BQMAP「グレイパビリオン〜モモからうまれた物語〜」（2019年4月23日 - 28日、アトリエファンファーレ高円寺） - チームR[17]
- きりんじプロデュース 第1回公演「Project-G」（2019年7月31日 - 8月4日、劇場HOPE）[18]
- BQMAP「エラトステネスの篩」（2019年9月4日 - 8日、シアターサンモール）
- TUFF STAFF「RANPO chronicle 彼岸商店」（2020年8月15日・16日） - YouTube Liveでの無観客ライブストリーミング[19]

### ミュージカル
- 劇団M.M.C×お茶の間ゴブリン ミュージカル企画「恋はコソッと」（2017年5月17日 - 21日、d-倉庫）[20]